# The Immaculate Collection
The Immaculate Collection – album kompilacyjny Madonny podsumowujący jej dorobek z lat 80. Prócz największych przebojów, album zawiera dwa niepublikowane wcześniej nagrania.
Madonna zadedykowała tę kompilację w następujący sposób: Ten album dedykowany jest „Papieżowi”, mojej boskiej inspiracji. Wbrew powszechnej opinii, dedykacja ta nie jest skierowana do głowy kościoła katolickiego, a do bliskiej osoby z otoczenia piosenkarki – najprawdopodobniej chodzi tu o pseudonim jej młodszego brata Christophera Ciccone – świadczy o tym chociażby sam fakt, że nazwa „Papież” ujęta została w cudzysłów.
Wydawnictwo zostało opatrzone komentarzem, którego autorem jest dziennikarz muzyczny Gene Sculatti. Album został w całości zremasterowany w nowatorskiej technologii QSound dającej wrażenie bardzo przestrzennego dźwięku.
Kompilacja ta jest najlepiej sprzedającą się płytą w dyskografii Madonny – do dziś na całym świecie sprzedano go w łącznym nakładzie przekraczającym 26 mln egzemplarzy. W USA wydawnictwo zostało certyfikowane w 2000 roku jako 10-krotna platyna za sprzedaż nakładu przekraczającego 10 mln egzemplarzy.
Składance piosenek towarzyszy składanka teledysków z lat 80, zatytułowana także The Immaculate Collection.
Ponadto, w 1991 roku, w Europie wydano towarzyszącą albumowi płytę EP zatytułowaną The Holiday Collection, zawierającą utwory pominięte przy kompilowaniu głównego wydawnictwa.
W 2003 album został sklasyfikowany na 184. miejscu listy 500 albumów wszech czasów magazynu Rolling Stone.

## Lista utworów
| #   | Tytuł | Czas |
| --- | --- | ---- |
| 1.  | „Holiday” Autor: Curtis Hudson, Lisa Stevens Producent: John „Jellybean” Benitez Producent remiksu: Shep Pettibone, Goh Hotoda                                    | 4:06 |
| 2.  | „Lucky Star” Autor: Madonna Ciccone Producent: Reggie Lucas Producent remiksu: Shep Pettibone, Goh Hotoda                                                         | 3:37 |
| 3.  | „Borderline” Autor: Reggie Lucas Producent: Reggie Lucas Producent remiksu: Shep Pettibone, Goh Hotoda                                                            | 4:00 |
| 4.  | „Like a Virgin” Autor: Tom Kelly, Billy Steinberg Producent: Nile Rodgers Producent remiksu: Shep Pettibone, Goh Hotoda                                           | 3:11 |
| 5.  | „Material Girl” Autor: Peter Brown, Robert Rans Producent: Nile Rodgers Producent remiksu: Shep Pettibone, Michael Hutchinson                                     | 3:53 |
| 6.  | „Crazy for You” Autor: John Bettis, Jon Lind Producent: John „Jellybean” Benitez Producent remiksu: Shep Pettibone, Michael Hutchinson                            | 3:45 |
| 7.  | „Into the Groove” Autor: Madonna Ciccone, Stephen Bray Producent: Madonna, Stephen Bray Producent remiksu: Shep Pettibone, Goh Hotoda                             | 4:09 |
| 8.  | „Live to Tell” Autor: Madonna Ciccone, Patrick Leonard Producent: Madonna, Patrick Leonard Producent remiksu: Shep Pettibone, Michael Hutchinson                  | 5:18 |
| 9.  | „Papa Don’t Preach” Autor: Brian Elliot, Madonna Ciccone Producent: Madonna, Stephen Bray Producent remiksu: Shep Pettibone, Michael Hutchinson                   | 4:11 |
| 10. | „Open Your Heart” Autor: Madonna Ciccone, Gardner Cole, Peter Rafelson Producent: Madonna, Patrick Leonard Producent remiksu: Shep Pettibone, Goh Hotoda          | 3:51 |
| 11. | „La Isla Bonita” Autor: Madonna Ciccone, Patrick Leonard, Bruce Gaitsch Producent: Madonna, Patrick Leonard Producent remiksu: Shep Pettibone, Michael Hutchinson | 3:48 |
| 12. | „Like a Prayer” Autor: Madonna Ciccone, Patrick Leonard Producent: Madonna, Patrick Leonard Producent remiksu: Shep Pettibone, Goh Hotoda                         | 5:51 |
| 13. | „Express Yourself” Autor: Madonna Ciccone, Stephen Bray Producent: Madonna, Stephen Bray Producent remiksu: Shep Pettibone, Goh Hotoda                            | 4:01 |
| 14. | „Cherish” Autor: Madonna Ciccone, Patrick Leonard Producent: Madonna, Patrick Leonard Producent remiksu: Shep Pettibone, Michael Hutchinson                       | 3:52 |
| 15. | „Vogue” Autor: Madonna Ciccone, Shep Pettibone Producent: Madonna, Shep Pettibone, Craig Kostich Producent remiksu: Shep Pettibone, Goh Hotoda                    | 5:19 |
| 16. | „Justify My Love” Autor: Lenny Kravitz, Ingrid Chavez, Madonna Ciccone Producent: Lenny Kravitz, André Betts                                                      | 5:00 |
| 17. | „Rescue Me” Autor: Madonna Ciccone, Shep Pettibone Producent: Madonna, Shep Pettibone                                                                             | 5:31 |

## Certyfikaty i sprzedaż
| Kraj              | Certyfikat           | Sprzedaż   |
| ----------------- | -------------------- | ---------- |
| Australia         | 11 x platynowa płyta | 770 000    |
| Austria           | platynowa płyta      | 50 000     |
| Belgia            | 3 x platynowa płyta  | 150 000    |
| Brazylia          | diamentowa płyta     | 960 000    |
| Czechy            | -                    | 10 000     |
| Dania             | -                    | 40 000     |
| Finlandia         | 3 x platynowa płyta  | 93 000     |
| Francja           | diamentowa płyta     | 1 000 000  |
| Grecja            | -                    | 20 000     |
| Hiszpania         | 3 x platynowa płyta  | 370 000    |
| Holandia          | 3 x platynowa płyta  | 240 000    |
| Irlandia          | 2 x platynowa płyta  | 200 000    |
| Japonia           | 2 x platynowa płyta  | 1 000 000  |
| Kanada            | 7 x platynowa płyta  | 700 000    |
| Meksyk            | diamentowa płyta     | 850 000    |
| Niemcy            | 3 x złota płyta      | 750 000    |
| Norwegia          | -                    | 20 000     |
| Nowa Zelandia     | platynowa płyta      | 27 500     |
| Singapur          | 8 x platynowa płyta  | 135 000    |
| Stany Zjednoczone | diamentowa płyta     | 10 000 000 |
| Szwajcaria        | platynowa płyta      | 50 000     |
| Szwecja           | platynowa płyta      | 50 000     |
| Węgry             | -                    | 10 000     |
| Wielka Brytania   | 12 x platynowa płyta | 3 900 000  |
| Włochy            | 5 x platynowa płyta  | 500 000    |

## Single
| #  | Tytuł           | Data wydania  | [ 5 ]            | Unia Europejska | [ 6 ] | Polska |
| -- | --------------- | ------------- | ---------------- | --------------- | ----- | ------ |
| 1. | Justify My Love | listopad 1990 | # 1 (2 tygodnie) | # ?             | # 2   | —      |
| 2. | Rescue Me       | luty 1991     | # 9              | # ?             | # 3   | —      |

Ponadto w Europie wznowiono dwa single w wersji zremasterowanej:
| #  | Tytuł         | Data wydania  | [ 5 ] | Unia Europejska | [ 6 ]            | Polska |
| -- | ------------- | ------------- | ----- | --------------- | ---------------- | ------ |
| 3. | Crazy for You | kwiecień 1991 | —     | # ?             | # 2 (2 tygodnie) | —      |
| 4. | Holiday       | czerwiec 1991 | —     | # ?             | # 5              | —      |